# King Bennie Nawahi

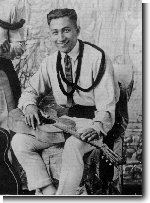
King Bennie Nawahi mit seiner Gitarre

„King“ Bennie Nawahi (* 3. Juli 1899 in Honolulu, Hawaii-Territorium; † 29. Januar 1985 in Long Beach, Kalifornien) war ein US-amerikanischer Musiker, der Hawaiian Music spielte. Er wurde auch King of the Hawaiian Guitar genannt.

## Leben

### Kindheit und Jugend
Bennie Nawahi wurde in Honolulu (Oʻahu, Hawaiʻi) als  Benjamin Keakahiawa Nawahi  geboren. Als Kind lernte er Ukulele, Steel Guitar und Mandoline. Er brachte sich das Spielen selbst bei und war im Alter von 20 Jahren ein professioneller Musiker. Als Jugendlicher trat er in den Parks von Honolulu auf, bis er Mitglied der Band seines Bruders Joe wurde. Zusammen mit den Hawaiian Novelty Five trat er auf einem Segelschiff zur Unterhaltung der Mannschaft auf. Das Schiff segelte regelmäßig von San Francisco nach Honolulu.

### Karriere
Nachdem er bis 1919 zur See gefahren war, reiste er mit einer Vaudeville Show durch die USA, genannt Orpheum Vaudeville Circuit. Anfang der 1920er Jahre verließ er die Band und konzentrierte sich auf seine Solokarriere.
Ende des Jahrzehntes nahm er verschiedene Platten für die Columbia Records, RCA Records und für noch einige andere Labels auf. Er spielte zusammen mit verschiedenen Bands, wie den Four Hawaiian Guitars, den Hawaiian Beach Combers oder den Q.R.S. Boys. Danach zog er nach Los Angeles, wo er seine eigene Band, King Nawahi and the International Cowboys, gründete. In dieser Band spielte zu der Zeit auch der spätere Schauspieler und Countrystar Roy Rogers in der Gruppe. Nawahi verband traditionelle hawaiische Musik mit Blues und Jazz, was wesentlich zu seiner Popularität beitrug. Er beeinflusste Jerry Byrd, der in den 1940er Jahren große Berühmtheit erlangte. Doch Nawahi wurde von einem persönlichen Rückschlag heimgesucht. Als er 1935 von einem Konzert heimfuhr, verlor er sein Augenlicht aus unerklärlichen Gründen. Seine Ärzte waren nicht fähig seine Sehfähigkeit wiederherzustellen. Trotz seiner Behinderung führte Nawahi seine Karriere mit Erfolg fort. Zudem engagierte er sich als Leistungssportler. Er trainierte für Langstreckenschwimmrennen, bei denen er nicht erfolglos blieb. Er war der einzige blinde Sportler, der von San Pedro zur Catalina Island schwamm, eine Strecke, für die er ungefähr 22 Stunden benötigte. Nawahi trat bis Mitte der 1970er Jahre öffentlich auf, als ihn ein Schlaganfall teilweise lähmte.
King Bennie Nawahi verstarb 1985 im Alter von 86 Jahren.

## Titel (Auswahl)
- Hawaiian Melody
- Honolulu Bound
- California Blues
- Guitar Rhythm
- Waikiki Blues
- My Girl From The South Sea Isles